# Riflemaker

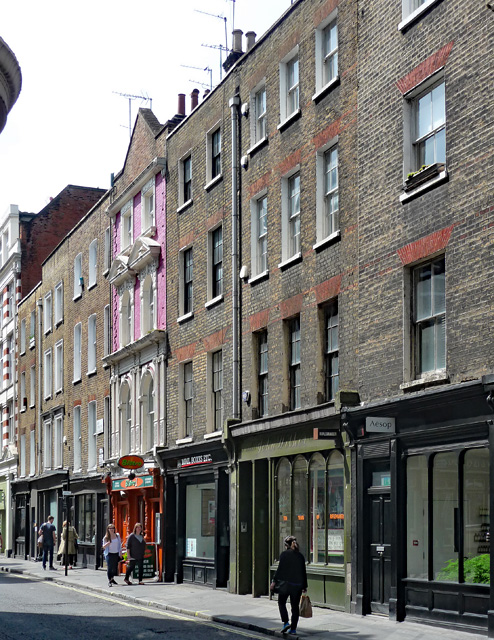
Riflemaker, Beak Street 79, zweites Gebäude von rechts

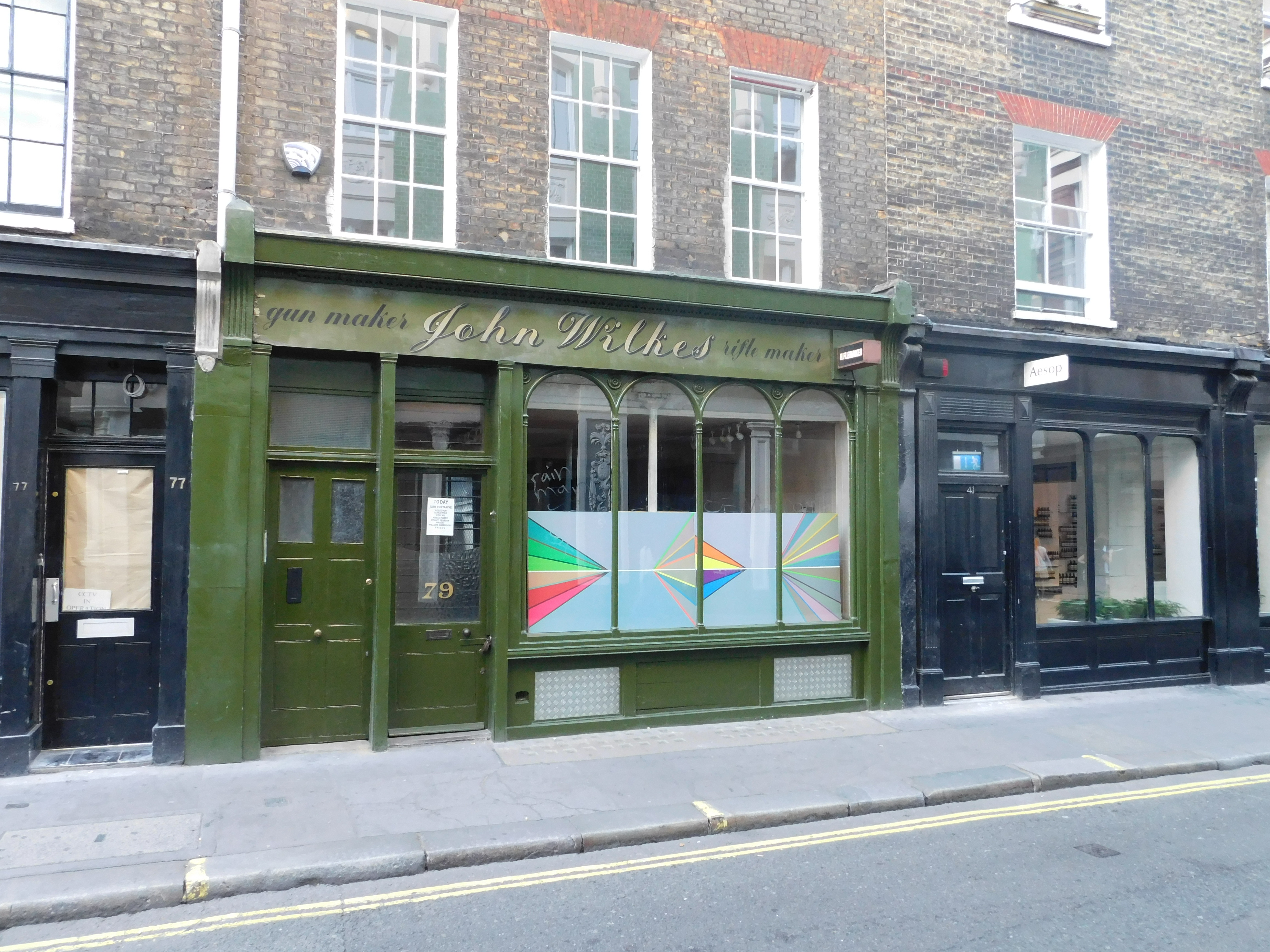
Blick auf die Ladenfront, 2016

Riflemaker war eine avantgardistische Kunstgalerie in London in einem historischen Gebäude in der Beak Street 79, Soho, erbaut 1712, in dem die Werkstatt eines Büchsenmachers (englisch riflemaker) war.

## Geschichte
Die Galerie wurde 2004 von Virgina Damtsa und Tot Taylor eröffnet. Schwerpunkte waren feministische und Performancekunst. Jeden Montagabend gab es Aufführungen und Diskussionen. Es wurden Werke und Performances aufstrebender sowie international beachteter Künstler gezeigt, darunter Stuart Pearson Wright, Leah Gordon, Francesca Loewe, Artists Anonymous, Liliane Lijn, Alice Anderson, Wen Wu und viele mehr.
2006 verwandelte sich Riflemaker für vier Monate in die legendäre Kunstgalerie Indica, die 1965 bis 1967 ein Zentrum der Londoner Underground-Kultur war. Es wurden unter anderem Aufführungen von Peter Whitehead und Yoko Ono gezeigt. 
The Art Newspaper vermeldete die Schließung 2017, für dieses Jahr Mai war sie noch bei der Kunstmesse Photo London 2017 als Teilnehmer aufgeführt.